# Platanthera ophrydioides
Platanthera ophrydioides là một loài thực vật có hoa trong họ Lan. Loài này được F.Schmidt miêu tả khoa học đầu tiên năm 1868.